# Grb Crikvenice
Grb grada Crikvenice plave je boje. Na njemu je prikazan kaštel bijele boje. Kaštel je smješten iznad mosta s 3 luka. S heraldički desne strane kaštela prikazan je toranj s kruništem, a s heraldički lijeve strane nalazi se zvonik prislonjen na kaštel. Iznad kaštela prikazana je zlatna palma s 4 grane kako izrasta iz njegova krova. Kaštel koji je prikazan na grbu grada Crikvenice sagrađen je potkraj 14. stoljeća i u njemu je bio pavlinski samostan. Godine 1650. pavlini su dogradili 3 krila zgrade i u jednom su uredili konačište. I danas se u crikveničkom kaštelu nalazi istoimeni hotel. Zlatna palma na gradskom grbu simbol je crkvenoga reda pavlina, koji su dugo boravili u Crikvenici oblikujući njezin kulturni život.